# Насібаш
Насіба́ш (рос. Насибаш) — село у складі Салаватського району Башкортостану, Росія. Адміністративний центр та єдиний населений пункт Насібашівської сільської ради.
Населення — 951 особа (2010; 1093 в 2002).
Національний склад:
- татари — 72 %
- башкири — 26 %